# Katherine Moennig
Katherine Sian Moennig (Filadèlfia, Pennsilvània, 29 de desembre de 1977) és una actriu estatunidenca, coneguda principalment pel seu paper de Shane a la sèrie de televisió The L Word.
Katherine Sian Moennig (/ˈmɛnɪɡ/ nascuda el 29 de desembre de 1977) és una actriu estatunidenca. És coneguda principalment pel seu paper com a Shane McCutcheon a The L Word (2004–2009), així com per Jake Pratt a Young Americans (2000). Moennig va interpretar el paper de Lena a la sèrie de Showtime Ray Donovan del 2013 al 2019. Va interpretar un paper recurrent a Grown-ish a Freeform com a professora Paige Hewson a les temporades 2 i 3. Va reprendre el seu paper com a Shane McCutcheon a The L Word: Generation Q el 2019. Actualment, Moennig presenta el podcast PANTS amb la seva amiga íntima i coprotagonista de The L Word, Leisha Hailey.

## Vida personal
Moennig va néixer a Filadèlfia, Pennsilvània, filla de la ballarina de Broadway Mary Zahn i del fabricant de violins William H. Moennig III. La germanastra materna del seu pare és l'actriu Blythe Danner, cosa que la converteix en cosina germana de Gwyneth Paltrow i Jake Paltrow.
Moennig és lesbiana. Està casada amb la música Ana Rezende.

## Carrera
Moennig es va traslladar a New York City als 18 anys per estudiar a l'American Academy of Dramatic Arts
El 1999, va tenir el paper central al vídeo musical d'Our Lady Peace "Is Anybody Home?". També va tenir un paper en un anunci de Fleet Bank, i va aparèixer en una campanya de la Creu Roja en benefici de les víctimes de l'huracà Katrina. Moennig va ser presentadora a la 17a edició anual dels premis GLAAD
El primer paper important de Moennig va ser a la sèrie de televisió Young Americans, interpretant Jake Pratt. Ha interpretat múltiples papers de lesbiana: Shane McCutcheon a The L Word; la parella de Rosie (Drew Barrymore), Jilly, a Everybody's Fine; Candace, l'amant lesbiana del personatge de Sophia Myles, a Art School Confidential; i Lena, una agent de premsa que treballa per al personatge de Liev Schreiber, a Ray Donovan. També ha perseguit papers de transgènere, fent una audició per al paper de Brandon Teena a Boys Don't Cry, i interpretant Cheryl Avery, una jove dona transgènere a l'episodi de Law & Order: Special Victims Unit "Fallacy".
L'abril de 2006, Moennig va fer el seu debut a Off-Broadway com a "American Girl", davant de Lee Pace, a Guardians de Peter Morris. La història es basa lliurement en la de Lynndie England.
El 2007, el Hetrick-Martin Institute (HMI) va produir el documental My Address: A Look At Gay Youth Homelessness en cooperació amb Moennig. Dirigit per Gigi Nicolas, el documental va explorar les experiències de joves gais sense llar i el treball de l'HMI.
El 2009, Moennig es va unir al repartiment de la sèrie de televisió Three Rivers. El 30 de novembre de 2009, es va anunciar que CBS havia retirat Three Rivers de la programació, sense plans per tornar-la. Moennig va aparèixer en un episodi de This Just Out el 2010.
El 2013, la gamma de roba tomboy Wildfang es va llançar als Estats Units. Moennig va ser ambaixadora de la marca, apareixent al vídeo de llançament i dissenyant un parell de botes d'edició limitada.
També el 2013, Moennig es va unir al repartiment del drama de Showtime Ray Donovan, protagonitzant Lena, l'assistent de Ray Donovan.
El 2017, Moennig va narrar el seu primer audiobook, The Late Show de Michael Connelly.
El 2019, Moennig va reprendre el seu paper com a Shane McCutcheon a la seqüela de The L Word, The L Word: Generation Q.

## Filmografia principal
| Any  | Títol                           | Paper              |
| ---- | ------------------------------- | ------------------ |
| 2000 | The Ice People                  | Wanja Kasczinksy   |
| 2001 | The Shipping News               | Grace Moosup       |
| 2001 | Love the Hard Way               | Debbie             |
| 2001 | Slo-Mo                          | Raven              |
| 2004 | Invitation to a Suicide         | Eva                |
| 2006 | Art School Confidential         | Candace            |
| 2009 | Everybody's Fine                | Jilly              |
| 2011 | L'innocent (The Lincoln Lawyer) | Gloria             |
| 2011 | Default                         | Juliana            |
| 2012 | Man on a Ledge                  | detectiu sense nom |
| 2012 | Gone                            | Erica Lonsdale     |

| Any       | Títol                             | Paper                   | Notes                             |
| --------- | --------------------------------- | ----------------------- | --------------------------------- |
| 2000      | Young Americans                   | Jacqueline "Jake" Pratt | 8 episodis                        |
| 2001      | Law & Order                       | Melissa Cobin           | 1 episodi (For Love or Money)     |
| 2003      | Law & Order: Special Victims Unit | Cheryl Avery            | episodi 4.21 (Fallacy)            |
| 2004-2009 | The L Word                        | Shane McCutcheon        | 70 episodis                       |
| 2008      | CSI: Miami                        | Mary Landis             | 1 episodi (Rock and a Hard Place) |
| 2009      | Three Rivers                      | Dra. Miranda Foster     | 10 episodis                       |
| 2010      | Dexter                            | Michael Angelo          | 1 episodi (First Blood)           |
| 2013      | Ray Donovan                       | Lena                    |                                   |
| 2019      | Grown-ish                         | Professor Paige Hewson  | Recurrent (8 episodis)            |
| 2019–2023 | The L Word: Generation Q          | Shane McCutcheon        | Paper principal                   |
| 2022      | Ray Donovan: The Movie            | Lena Burnham            | pel·lícula de televisió           |
| 2024      | No Good Deed                      | Gwen Delvecchio         | 3 episodis                        |